# Schloss und Benediktinerabtei Iburg
Schloss und Kloster Iburg in Bad Iburg gehören zu den historisch bedeutsamen Bauanlagen im Landkreis Osnabrück in Niedersachsen.
Die Iburg entstand 1070 auf einer Anhöhe als Burg mit Holzkapelle, das Benediktinerkloster in ihr wurde 1080 gegründet. Vom 11. bis Ende des 17. Jahrhunderts residierten die Bischöfe von Osnabrück in der Doppelanlage aus Schloss und Kloster. Kunstgeschichtlich bemerkenswert ist der Rittersaal aus dem 17. Jahrhundert wegen seiner Deckenmalerei in perspektivischer Scheinarchitektur. Iburg ist die älteste Ritterburg und neben der Holter Burg die einzige Bergburg des Bistums.

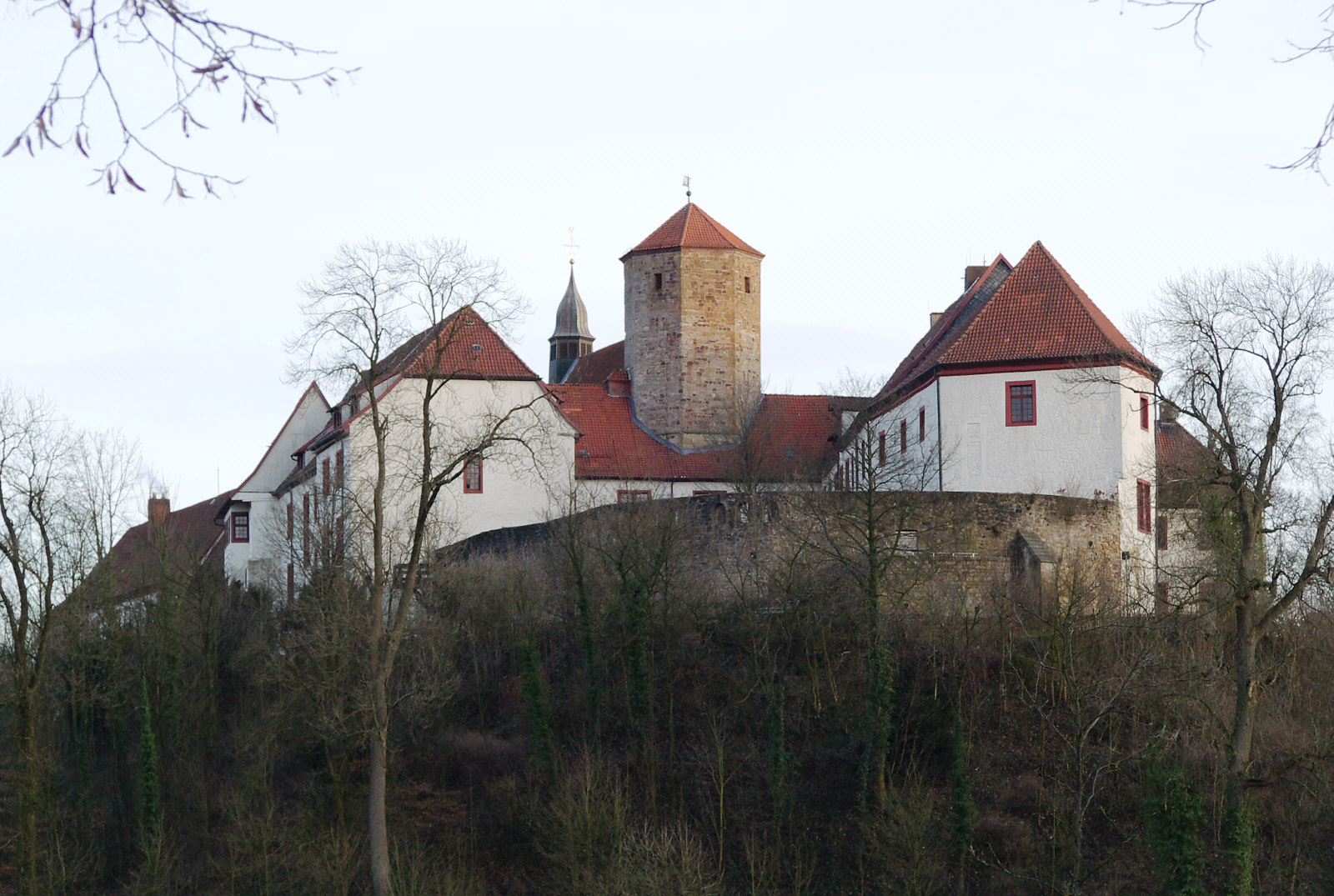
Schlossflügel mit Bennoturm und Turmspitze der früheren Klosterkirche

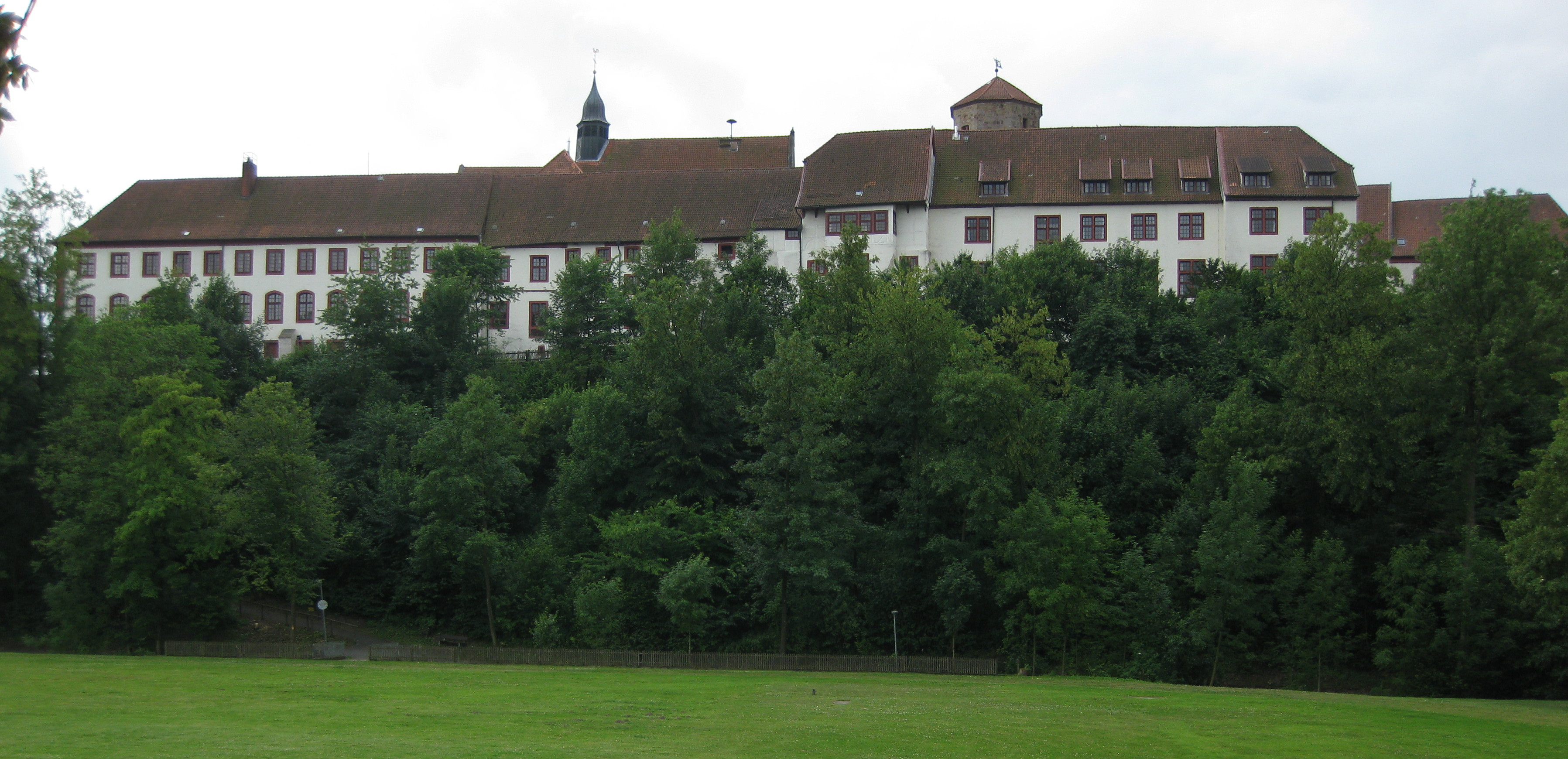
Die Doppelanlage von Norden: links der Bereich des ehemaligen Klosters, rechts der Bereich des früheren Schlosses

## Name
Die Herkunft des Namens Iburg ist nicht eindeutig nachweisbar. Franz Jostes leitet den Namen ab von I = Wasser (entsprechend dem Niederländischen Y für Gewässer).

## Baugeschichte

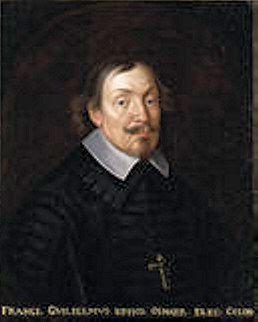
Aus der Zeit Franz Wilhelm von Wartenbergs stammt der Rittersaal des Schlosses

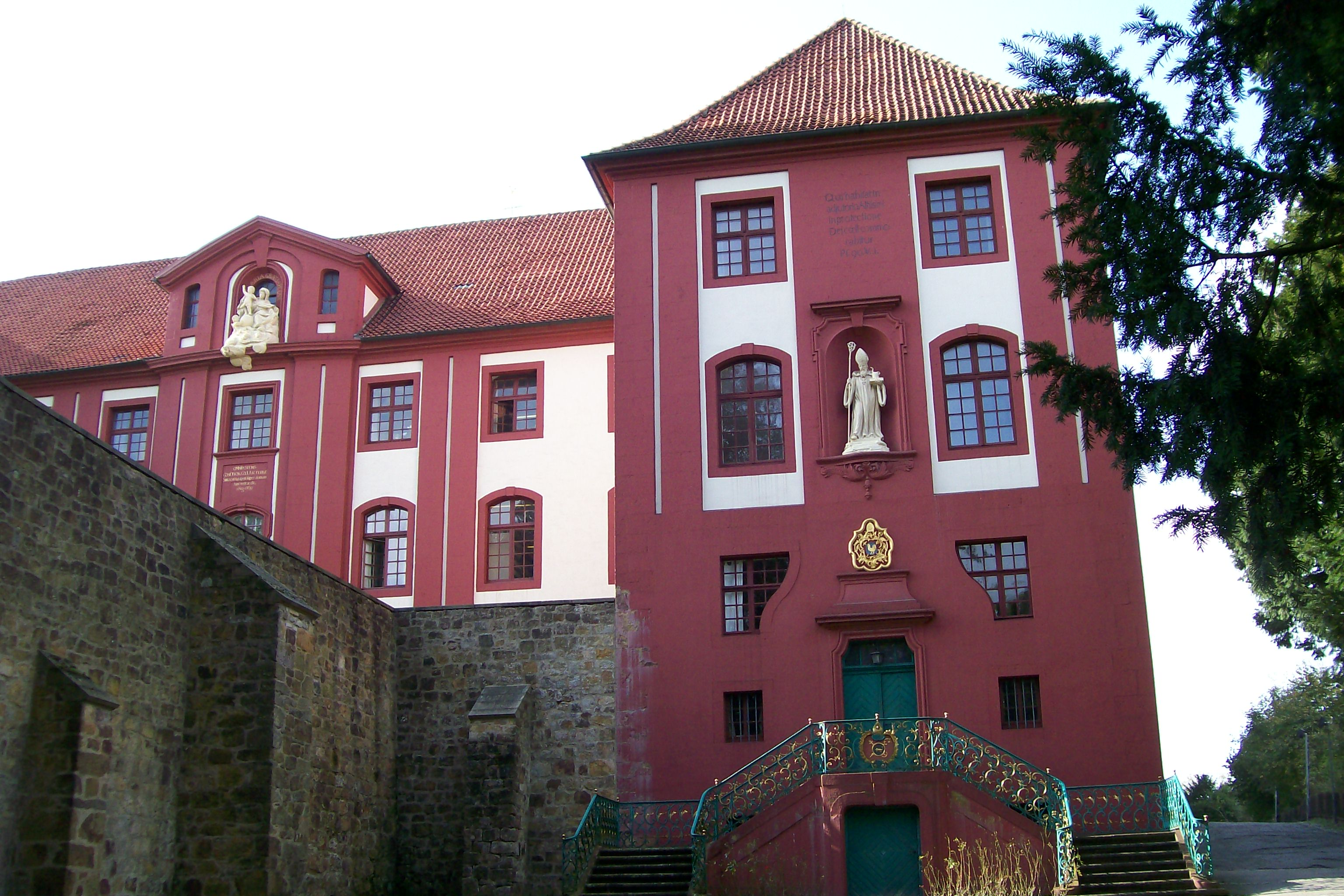
Klostertrakt von Johann Conrad Schlaun

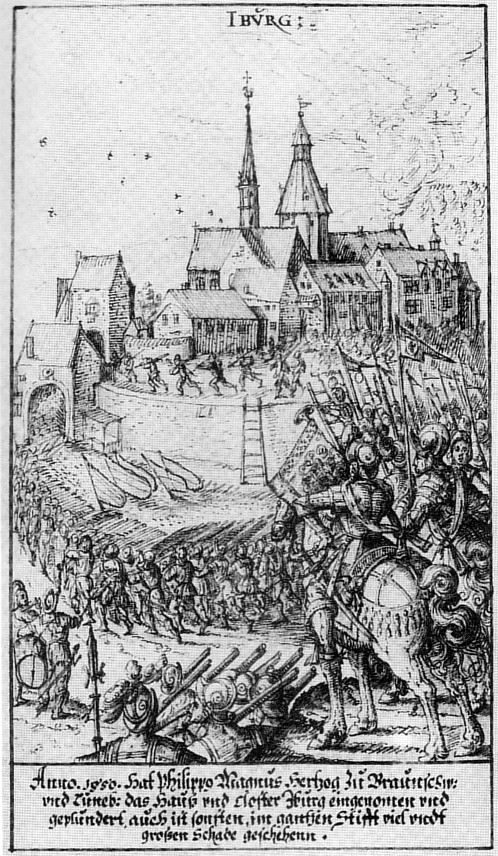
Belagerung 1553

Die Iburg befindet sich auf einem 400 m langen und 100–120 m breiten, nach Westen ansteigenden Bergrücken nahe einer Passstraße (heute Bundesstraße 51), die durch den Ausläufer des Teutoburger Waldes führte. Von einer ersten, wohl im 9./10. Jahrhundert erfolgten Befestigung der Anhöhe zeugt eine Nachricht aus dem 11. Jahrhundert, laut der damals noch ein dreifacher Wall und Grundmauern erkennbar gewesen waren, und möglicherweise ein vor der Ostfront des Klosters angeschnittener Graben. Auf den Resten dieser Wallburg ließen Bischof Benno I. (1052–1067) und Bischof Benno II. (1068–1088) die Residenz des Bistums Osnabrück errichten.
Das älteste bei Ausgrabungen erfasste Bauwerk ist ein fast quadratischer Wohnturm des 11. Jahrhunderts von ca. 9 m Seitenlänge an der Westspitze, der möglicherweise mit einem in der Lebensbeschreibung Bennos I. erwähnten Wohnhaus identisch ist. Über seine abgebrochene Westwand hinweg entstand noch im 11. Jahrhundert die erste bekannte Ringmauer. Spätestens während des ersten Viertel des 12. Jahrhunderts errichtete man vor der Außenfront einen 7,3 × 6,8 m großen Flankenturm, der später erweitert wurde.
Bischof Benno II. brachte im Jahr 1080 zwölf Benediktinermönche aus Mainz nach Iburg. Dieses Jahr wird als Gründungsjahr des Klosters angesehen, jedoch hatte schon 1070 auf dem Burgberg eine Holzkapelle gestanden. Das Baumaterial für das Kloster stammte vom sogenannten Bennosteinbruch am Dörenberg. Unter Bischof Konrad IV. von Rietberg (1492 bis 1508) wurde der achteckige Bergfried auf Resten eines Vorgängerbaus aus der Zeit um 1200 errichtet. Der Turm erscheint im Wappen des Landkreises Osnabrück und wird in der Bevölkerung „Bennoturm“ genannt, obwohl er erst nach dem Tod des Namensgebers gebaut wurde. Zu Anfang des 17. Jahrhunderts wurden Burg und Kloster auf Veranlassung von Fürstbischof Philipp Sigismund von Braunschweig-Wolfenbüttel (1591 bis 1623) zu einer reich gegliederten Schlossanlage umgestaltet.
1553 belagerten die Feldherren Christoph von Wrisberg und Dietrich von Quitzow die Iburg, als sie mit Philipp Magnus von Braunschweig-Lüneburg (1527–1553) gegen das Hochstift Osnabrück zogen. Sie wollten Bischof Franz von Waldeck in der Burg in Gefangenschaft nehmen. Iburg wurde geplündert und das Kloster wurde zu einem Brandschatz von 4000 Talern gezwungen.
Im Dreißigjährigen Krieg erlitten Schloss und Kloster schwere Schäden durch Plünderungen 1621, 1623 und 1633. Auch die Besatzungen, 1632 durch die Niederländer und insbesondere durch die Schweden von 1634 bis 1650, sorgten für Schäden. Die Schweden vertrieben die Mönche. Abt Jakob Thorwarth lebte in Meppen im Exil. Erst 1645 konnten die Benediktiner zurückkehrten. 1668 wurde im Schloss Sophie Charlotte von Hannover geboren, die 1701 als Ehefrau von Friedrich I. erste Königin in Preußen wurde.
Bischof Franz Wilhelm von Wartenberg, der vor den Schweden geflohen war, kehrte 1650 zurück und ließ ganze Gebäudeflügel von Grund auf erneuern. Die Ausstattung des Rittersaales stammt aus den Jahren 1656/1657. Verantwortlicher Architekt war Johannes Crafft, der aus Süddeutschland stammte. Die von dem katholischen Bischof Franz Wilhelm von Wartenberg begonnenen Arbeiten wurden um 1674 von seinem Nachfolger Ernst August I., dem ersten lutherischen Bischof aus dem Haus Braunschweig-Lüneburg, vollendet. Er ließ die lutherische Schlosskirche (1664) einbauen.
Abt Adolph Hane (1706–1768) ließ durch den westfälischen Barockbaumeister Johann Conrad Schlaun einen Klosterneubau auf dem Burgberg errichten.
Vom kur-braunschweig-lüneburgischen Landbaumeister Franz Schädler (1733–1796) stammt der Entwurf für das Eingangstor zur Schlossanlage an der sogenannten Klotzbahn. Es wurde 1781 von dem Schmiedemeister Johann Georg Reinhard angefertigt.

## Fürstbischöfliches Familienleben
Über das Iburger Schloss schrieb Sophie von der Pfalz, die darin von 1662 bis 1673 mit ihrem Mann, dem Fürstbischof Ernst August I. von Braunschweig-Lüneburg lebte, nach der Ankunft an ihren Bruder Karl Ludwig von der Pfalz: „Vor drei Tagen bin ich hier eingetroffen und befinde mich in einem sehr hübschen Hause, welches mich bei seiner Ankunft recht erfreut hat; alles, was daran in die Augen fällt, erscheint prächtig: Gerät, Möbel, Livreen, Wachen, Hellebarden.“ Im Jahr 1663 beschrieb sie das Leben in der Iburg: „Wir spielen Kegel, ziehen Enten, halten Ringelrennen, spielen Trictrac, wollen jedes Jahr nach Italien, doch gehen die Dinge ganz gut für einen kleinen Bischof, der in Frieden leben kann.“ Drei Jahre später konnte der kleine Bischof nicht in Frieden leben. 1666 zogen Ernst August I. und Sophie von der Pfalz zeitweilig wegen politischer Spannungen mit dem benachbarten katholischen Bischof von Münster, Christoph Bernhard Graf von Galen, in einen Hof in der Osnabrücker Neustadt, weiter entfernt von Münster. Nach der Rückkehr nach Iburg schrieb Sophie am 2. Juni des Jahres erleichtert: „Wir leben hier in der angenehmsten Einsamkeit der Welt. Wir genießen alle Freuden des Landlebens und weisen alle zurück, die uns bei der Tafel aufwarten wollen; außer unserer Gesellschaft sehen wir niemand.“
1668 wurde die einzige Tochter des Fürstbischofspaars, Sophie Charlotte, im Iburger Schloss geboren. Sie wurde als Ehefrau von Friedrich I. erste Königin in Preußen.
Dem Fürstbischof reichten im Laufe der Jahre die Räumlichkeiten der Iburg nicht aus. Er wollte zudem die Unabhängigkeit der Stadt Osnabrück einschränken und beschloss deswegen, dort einen Neubau zu errichten. 1673 bezog die fürstbischöfliche Familie das Schloss Osnabrück. Damit endete die Ära der Bischöfe von Osnabrück in Schloss Iburg.

## Bischöfe von Osnabrück im Iburger Schloss

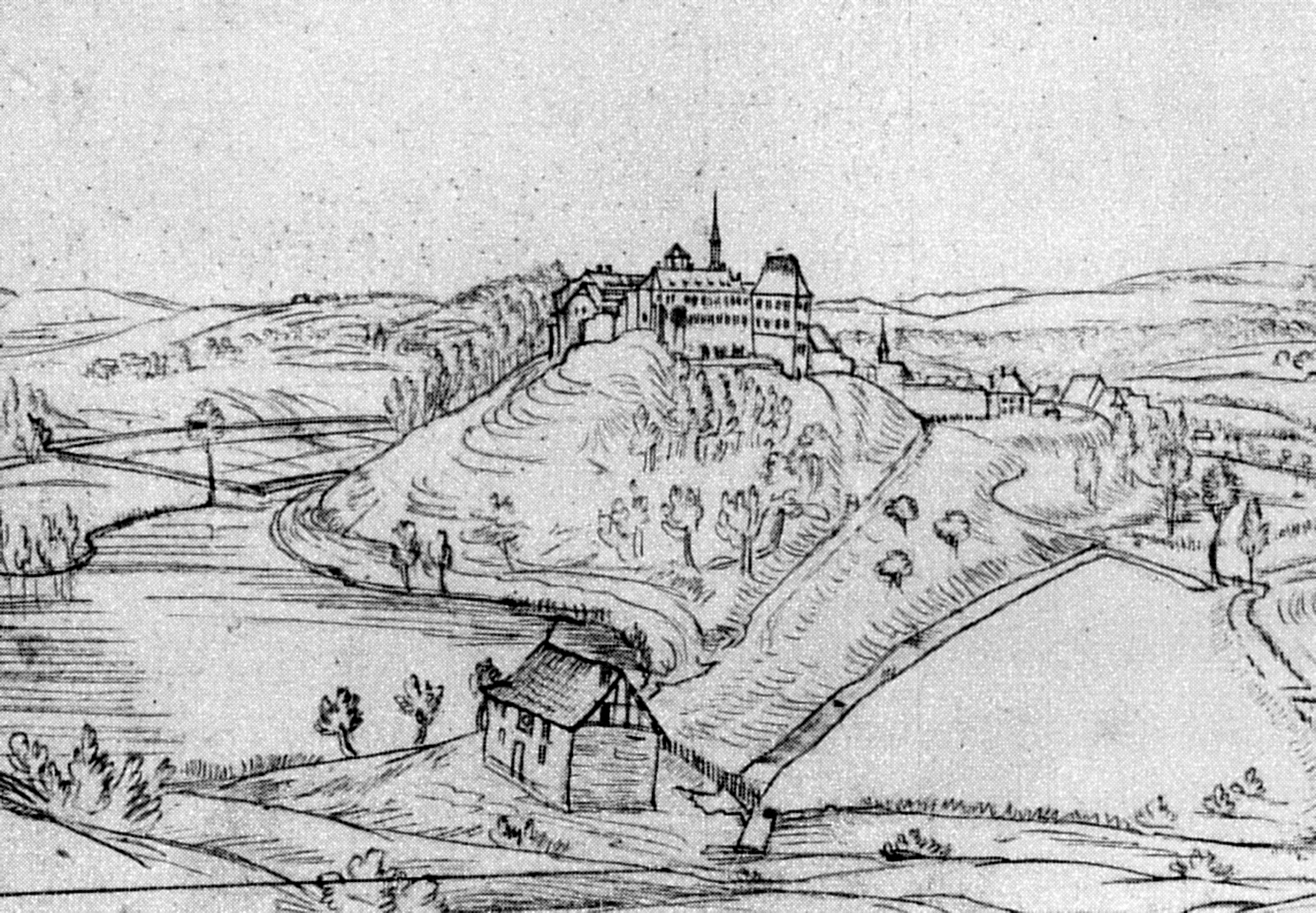
Schloss und Kloster Iburg vor 1752, Ausschnitt aus einer Federzeichnung von Renier Roidkin

Von 1086 bis zum Ende des 17. Jahrhunderts residierten die Osnabrücker Bischöfe in Iburg.
- 1086–1088 Benno II., Gründer des Benediktinerklosters
- 1088–1093 Marquardt
- 1093–1101 Wiho II.
- 1101–1109 Johann I.
- 1109–1119 Gottschalk von Diepholz
- 1119–1137 Thiedhard
- 1137–1141 Udo von Steinfurt
- 1141–1173 Philipp von Katzenelnbogen
- 1173–1190 Arnold
- 1191–1216 Gerhard von Oldenburg-Wildeshausen, später Erzbischof in Bremen
- 1216–1224 Adolf von Tecklenburg
- 1224–1225 Engelbert I. von Isenberg
- 1225–1227 Otto I.
- 1227–1238 Konrad I. von Velber
- 1238–1250 erneut Engelbert von Isenberg
- 1250–1258 Bruno von Isenberg
- 1258–1265 Balduin von Russel
- 1258–1270 Widukind von Waldeck (Osnabrück)
- 1270–1296 Konrad II. Graf von Rietberg
- 1296–1308 Ludwig Graf von Ravensberg
- 1309–1318 Engelbert II. von WeiheFürstbischof Heinrich II. (1550–1585) in der Bischofsgalerie des Schlosses Iburg
- 1318–1350 Gottfried von Arnsberg
- 1350–1366 Johann II. Hoet

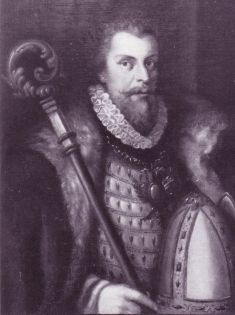
Fürstbischof Heinrich II. (1550–1585) in der Bischofsgalerie des Schlosses Iburg

- 1366–1376 Melchior von Braunschweig-Grubenhagen
- 1376–1402 Diederich von Hoya (oder von Horne?)
- 1402–1404 Heinrich I. von Schaumburg-Holstein
- 1404–1424 Otto Graf von Hoya
- 1424–1437 Johann III. von Diepholz
- 1437–1441 Erich Graf von Hoya
- 1442–1450 Heinrich II. von Moers
- 1450–1454 Albert Graf von Hoya
- 1455–1482 Konrad III. von Diepholz
- 1482–1508 Konrad VI. von Rietberg
- 1508–1531 Erich von Braunschweig-Grubenhagen
- 1532–1553 Franz von Waldeck
- 1553–1574 Johannes Graf von Hoya
- 1574–1585 Heinrich von Sachsen-Lauenburg
- 1585–1585 Wilhelm von Schencking – er starb fünf Tage nach der Wahl
- 1585–1591 Bernhard von Waldeck
- 1591–1623 Philipp Sigismund von Braunschweig-Wolfenbüttel
- 1623–1625 Eitel Friedrich von Hohenzollern
- 1625–1661 Franz Wilhelm von Wartenberg
- 1661–1698 Kurfürst Ernst August I. von Hannover, Herzog zu Braunschweig und Lüneburg

Ernst August I. von Hannover ließ das Schloss Osnabrück bauen. Damit endete die Geschichte der Bischöfe von Osnabrück im Iburger Schloss.

## Benediktinerkloster

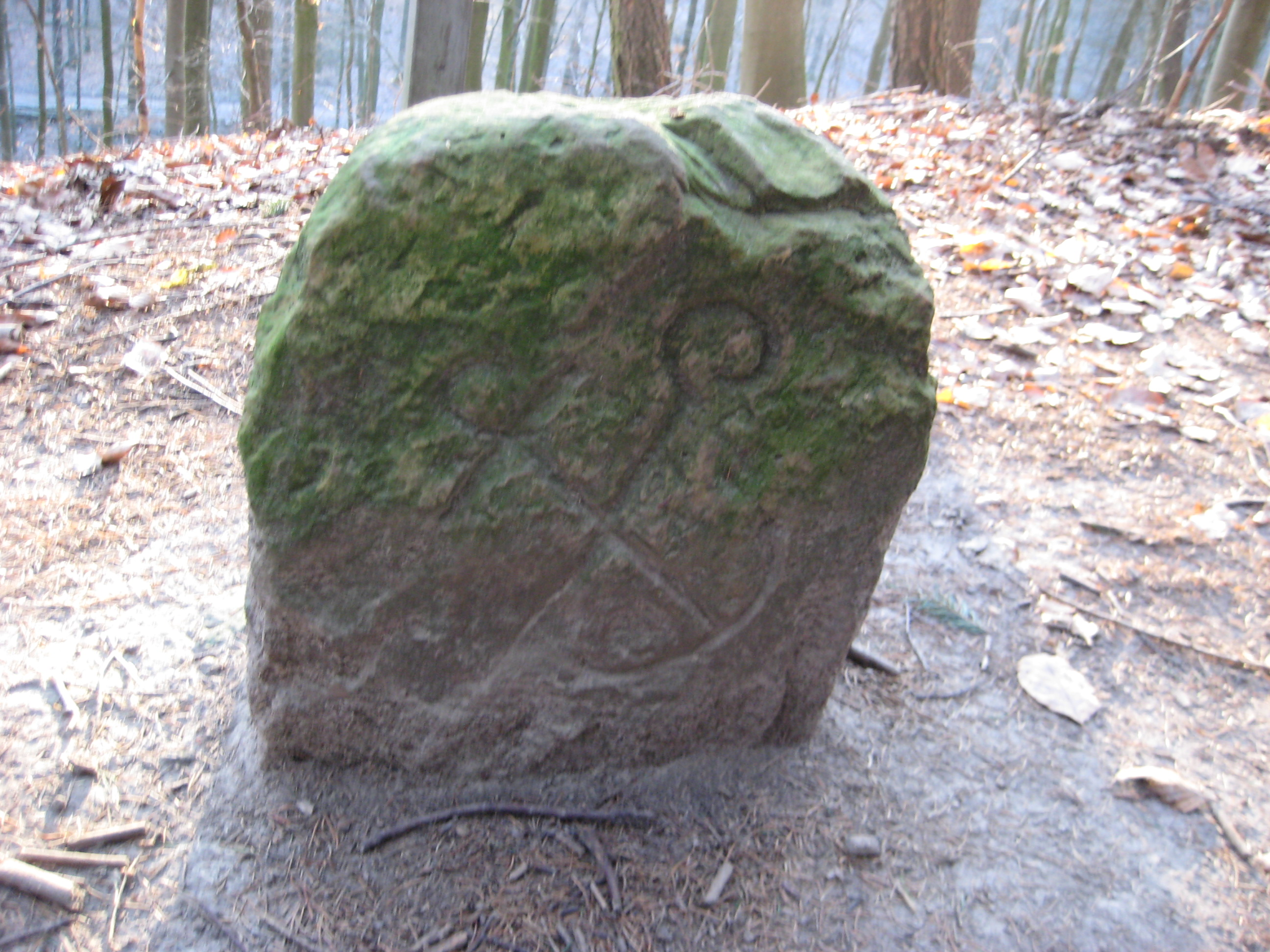
Stein mit den Insignien des Iburger Abts am Kammweg des Langenbergs

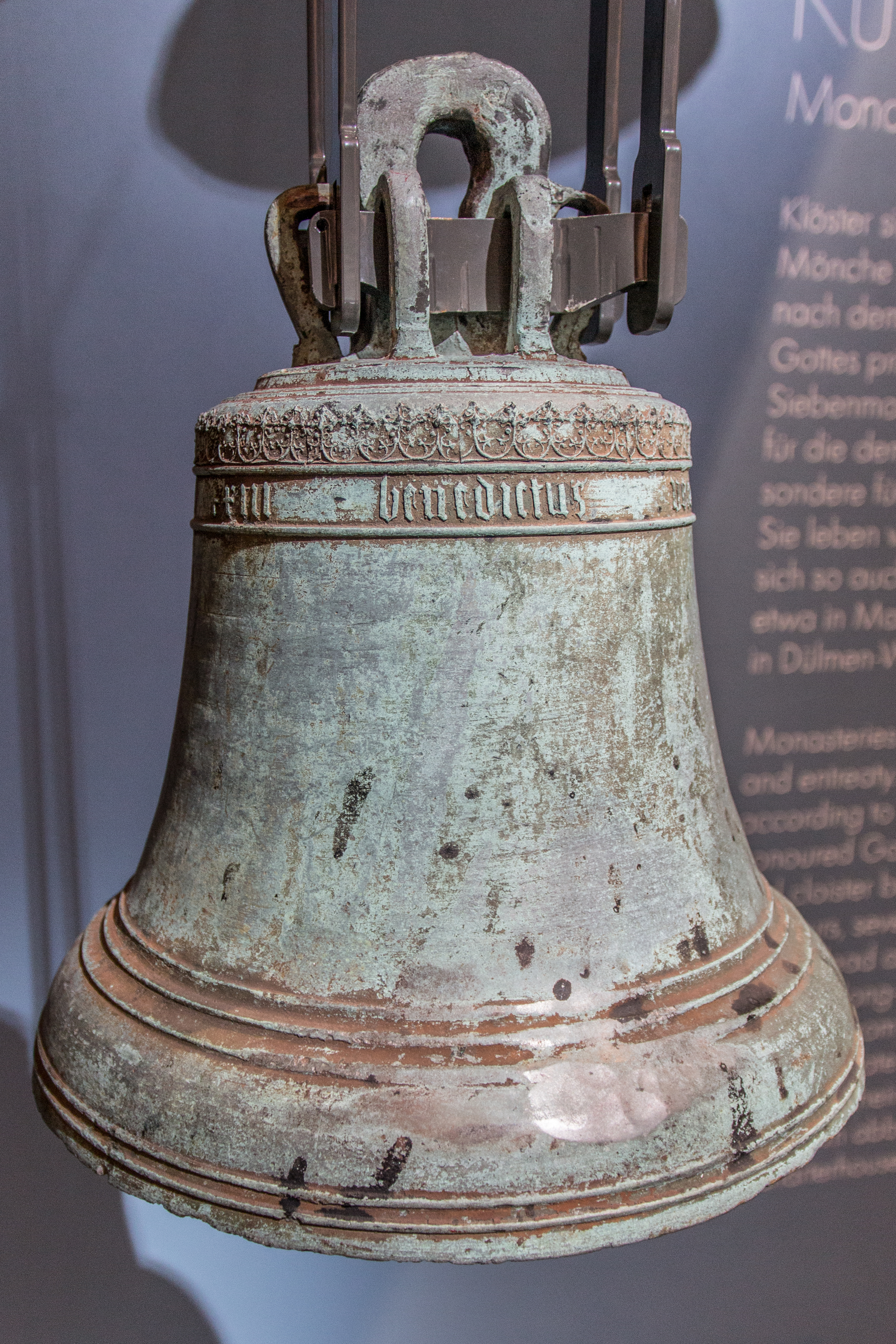
Benedictusglocke aus dem Kloster, heute ausgestellt im LWL-Museum in Münster

Das im Jahr 1080 gegründete Kloster bestand bis Anfang des 19. Jahrhunderts. Dritter Abt des Klosters war noch zu Lebzeiten Benno II. Norbert von Iburg, der die Biografie des Klostergründers schrieb. Von 1666 bis 1706 war Maurus Rost 41. Abt des Klosters. Die heute erhaltenen Konventsgebäude gehen auf den Neubau der 1750er Jahre unter Abt Adolph Hane zurück. Mit den Bauplänen war der westfälische Architekt Johann Conrad Schlaun beauftragt, dessen Entwurf jedoch möglicherweise auf Wunsch des Bauherrn verändert wurden. Als Indiz hierfür kann die vor der östlichen Schaufassade angelegte hohe Gartenterrasse gelten. Der Haupteingang wurde – entgegen barocken Axialverständnis – an die Nordseite verlegt. Im Inneren, das heute großteils vom Amtsgericht Bad Iburg genutzt wird, haben sich in zahlreichen Räumen Stuckdekorationen aus der Erbauungszeit erhalten (Joseph Geitner). Sie folgen im Wesentlichen einem in der Zeit üblichen klösterlich-theologischen Dekorationsprogramm mit Szenen aus der Bibel, Allegorien, Emblemen und pflanzlich-tierischem Dekor. Mit dem 13. Februar 1803 wurde das Kloster nach gut 700 Jahren seiner Existenz aufgehoben. Der Reichsdeputationshauptschluss stammt zwar erst vom 25. Februar 1803 und wurde am 27. April 1803 kaiserlich bestätigt, doch erfolgte die Säkularisation in vielen Gebieten schon vor der Rechtsgültigkeit. Iburg war das erste Kloster im Fürstentum Osnabrück, das aufgehoben wurde. Der Konvent hatte zu dieser Zeit noch 22 Mitglieder. Bedienstete und Domestiken waren bereits am 9. und 10. Februar 1803 entlassen worden. Das Kloster wurde vollständig ausgeräumt, das Inventar wurde bis auf Kirchenausstattung und Bibliothek, deren Bestand auf 4000 Bücher geschätzt wurde, verkauft. Die Bibliothek ging in staatlichen Besitz über. In napoleonischen Zeiten blieb sie ungenutzt in Iburg, 1816 wurde sie ins Osnabrücker Schloss gebracht. 1817 übernahm das Gymnasium Carolinum in Osnabrück den Bestand. Bei der Bombardierung Osnabrücks im September 1944 wurde er zum größten Teil zerstört; die Reste befinden sich in der Osnabrücker Stadtbücherei.

## Liste der Äbte des Benediktinerklosters Iburg
1. ? (1180–1182)
2. Adalhard (1082–1085)
3. Norbert von Iburg (1085–1117)
4. Hugo (1118–1120)
5. Engilbold (bis 1132)
6. Gobelinus (1132–1196)
7. Konrad (1196–1207)
8. Petrus I. (1207–1217)
9. Sweter (1219–1236)
10. Ludolf (1237–1257)
11. Werner (1257–1266)
12. Burchard (1266–1270)
13. Petrus II. (1270–1303)
14. Liborus (1303–1303)
15. Albero (1303–1313)
16. Gerhard (1313–1347)
17. Werner (1348)
18. Reinhard (1348–1349)
19. Johannes von Korff (1349–1350)
20. Albert Buck von Schleppenburg (1350–1368)
21. Deithard Buck, Bruder des vorigen (1371–1375)
22. Otto von Horne (1376–1414), Bruder des Dietrich von Horne[7]
23. Albert von Lon (1415–1419)
24. Johann von Oesede (1420–1449)
25. Requinus von Kersenbrock (1456–1473)
26. Gottfried (1474–1476)
27. Ertwin von Dumstorp (1476–1493)
28. Rembert von Geisteren (1494–1505)
29. Gerhard Nitze (1506–1538)
30. Bernhard Westerholt (1538–1540)
31. Johann Meierinck (1540–1591)
32. Wilhelm Kemner (1591–1592)
33. Johannes Strubbe (1593–1611)
34. Hermann Westhoff (1611–1615)
35. Johann Martini (1615–1624)
36. Stephan Puling (1625–1626)
37. Johannes Martini genannt Wasmuth (1626–1631)
38. Arnold von Waldois (1631–1642)
39. Jacobus Thorwarth (1642–1666)
40. Maurus Rost (1666–1706)
41. Franciscus Arste (1706–1729)
42. Theodor Osterhoff (1729–1742)
43. Adolph Hane (1742–1767)
44. Joseph Mues (1768–1802)
45. Aloysius Vagedes (1802–1803)

## Täufer im Bergfried

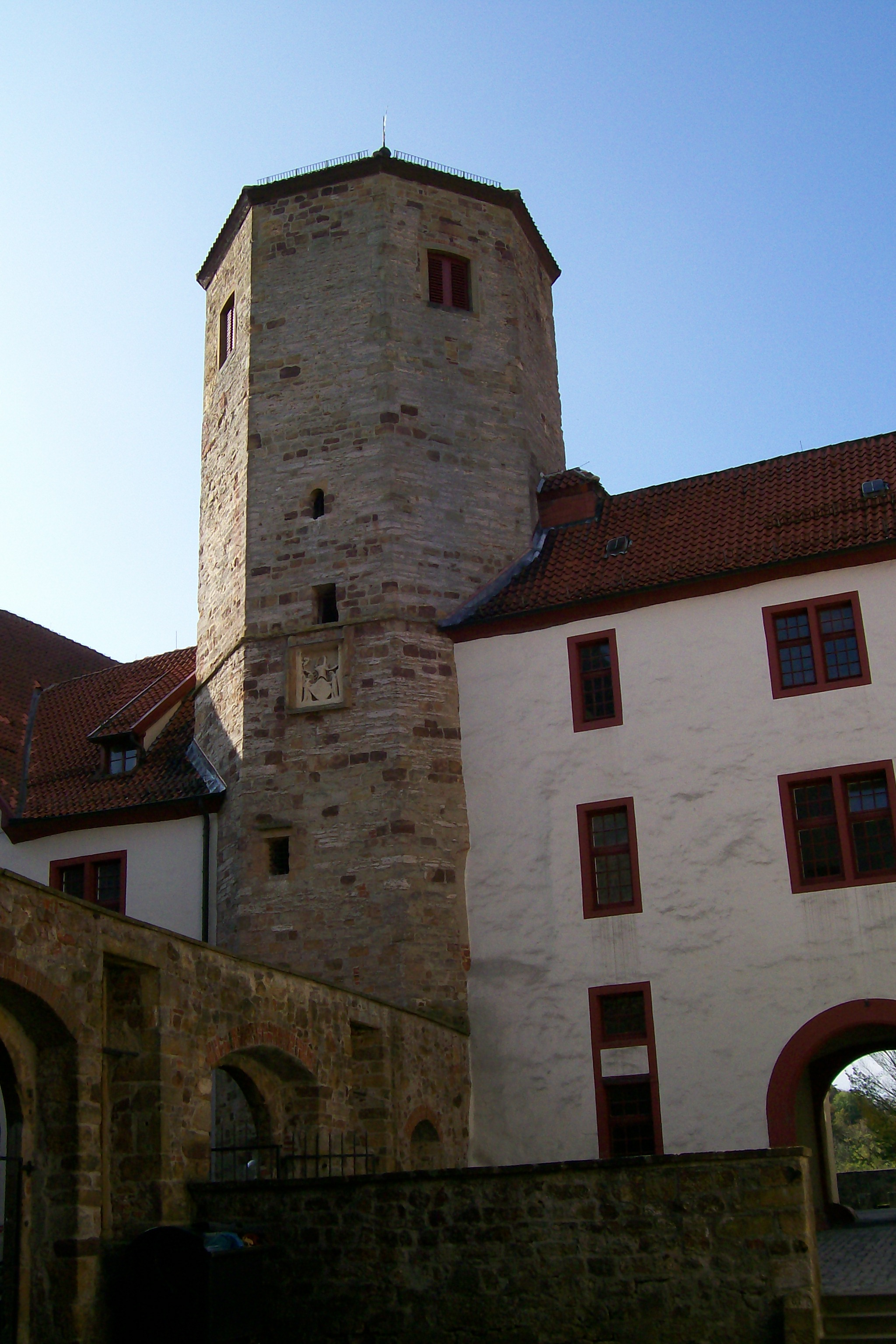
Bennoturm

Im Bergfried, dem sogenannten Bennoturm, wurden 1534 Angehörige des Täuferreichs von Münster gefangen gehalten. Der Täufer Johann Bockelson, genannt Jan van Leiden, schickte im Oktober 1534 von Münster 27 Prädikanten als Apostel aus, darunter auch sechs nach Osnabrück. Der Rat der Stadt ließ alle sechs am 15. Oktober festnehmen. Es waren die beiden Niederländer Dionysius Vinne aus Diest und Peter Kueper aus Sneek, der Borkener Schulmeister Heinrich Graes, der Münsteraner Fleischhauer Johann Boentorp, Johann Scheffer aus Freckenhorst und Paul Schwering. Sie wurden nach Iburg gebracht, wo sie am 18. oder 19. Oktober 1534 eintrafen. Die Gefangenen wurden in den Bennoturm gebracht und in den folgenden Tagen verhört und gefoltert. Einer von ihnen überlebte die Qualen nicht. Die übrigen wurden wegen Aufruhrs zum Tode verurteilt und enthauptet – bis auf den ehemaligen Schulmeister Heinrich Graes. Dieser war von den übrigen Gefangenen getrennt worden, nachdem er zu erkennen gegeben hatte, er könne wichtige Aussagen machen. So gelang es ihm, vor Bischof Franz von Waldeck geführt zu werden. Dieser glaubte seinen Beteuerungen, er könne einen Anschlag gegen die Stadt Münster vorbereiten oder die Pläne der Täufer ausspionieren. Der Bischof setzte ihn gegen eine Bürgschaft von 1100 Gulden frei. In Münster nahm man Graes freudig auf. Als Jan van Leiden ihn nach Wesel und Deventer schickte, trennte er sich von seinen Begleitern und kehrte zur Jahreswende 1534/35 nach Iburg zurück. Dort verriet er die Pläne der Täufer. Er wurde erneut ausgesandt, um die Absichten der Täufer in Wesel zu erkunden. Nach seiner Rückkehr belohnte ihn der Bischof und entließ ihn, weil er der „ganzen Deutschen Nation“ wichtige Dienste geleistet habe.

## Zwei Kirchen im Schloss
Das Iburger Schloss beherbergt zwei Kirchen, die katholische St.-Clemens-Kirche und
die Evangelisch-lutherische Schlosskirche.

### St.-Clemens-Kirche

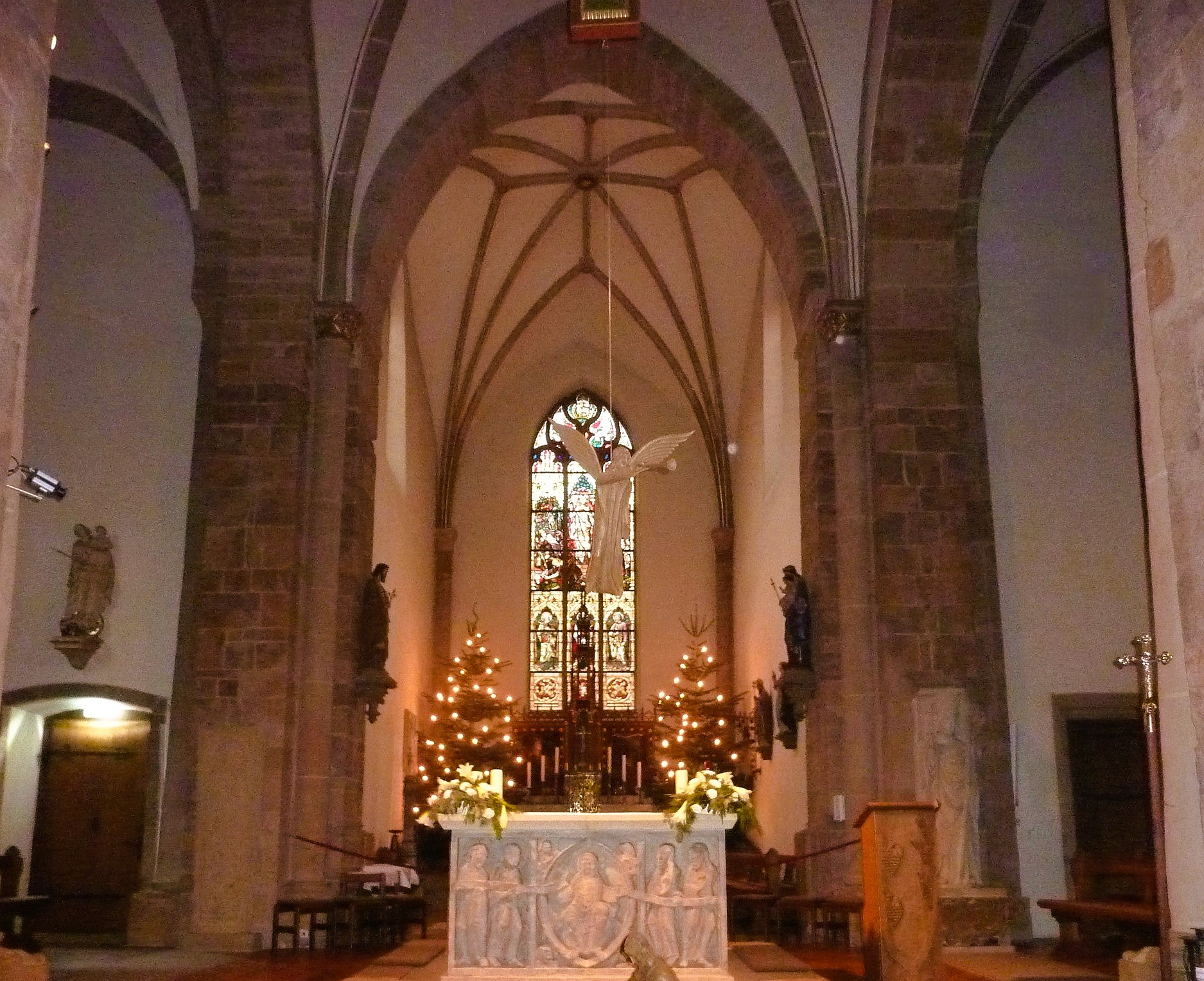
Klosterkirche, Blick zum Chor

Die katholische St.-Clemens-Kirche, eine dreischiffige Halle mit Querhaus und rechteckigem Chor, geht auf Bischof Benno II. zurück, der hier auch sein Grab fand. Die heutige Kirchenform stammt aus dem 13. Jahrhundert. Eine barocke Einrichtung erhielt die Kirche in der Bauzeit des westfälischen Barockbaumeisters Johann Conrad Schlaun. Sie wurde jedoch zum großen Teil 1890 zu Gunsten der Neugotik aufgegeben. Nach der Aufhebung des Klosters 1803 wurde die Kirche vier Jahre lang als Pulvermagazin genutzt, dann nahm die katholische Gemeinde sie in Gebrauch, doch wurde sie erst 1836 der Kirchengemeinde übertragen. Eine bauliche Besonderheit der Kirche ist das mittelalterliche Hagioskop, eine sogenannte Lepraspalte.
Die Kirchenbücher von St. Clemens wurden von Beginn bis zum Jahr 1876 abgeschrieben und zum Ortsfamilienbuch verarbeitet. Das Ortsfamilienbuch Iburg ist in der Bibliothek des Arbeitskreises Familienforschung Osnabrück einzusehen.

### Evangelisch-lutherische Schlosskirche
Die Evangelisch-lutherische Schlosskirche, deren barocke Erstausstattung weitgehend erhalten ist, ließ Ernst August von Braunschweig-Lüneburg 1664 einbauen. Sie diente als Hofkapelle zunächst nur dem Bischof und seinem Gefolge. Erreichbar war sie lediglich durch den Prinzenflügel innerhalb des Schlosses. Sie wurde am 1. Mai 1664 eingeweiht. Die Kirchweihpredigt hielt Magister Wilhelm Stratemann. 1674 wurde Ernst Georg Wöbeking erster evangelischer Pastor, der nicht nur für die Angehörigen des Hofs, sondern auch für die evangelischen Christen in Iburg selbst zuständig war. Nach dem Tod Ernst Augusts ließ dessen katholischer Nachfolger die Kirche schließen. Entsprechend der alternierenden Sukzession folgte ihm 1716 Ernst August II. als evangelischer Landesherr. Er ließ die Kirche renovieren und wieder öffnen. 1728 folgt erneut ein katholischer Landesherr, den 1764 Friedrich, zweitältester Sohn von Georg III. von Großbritannien, ablöste.

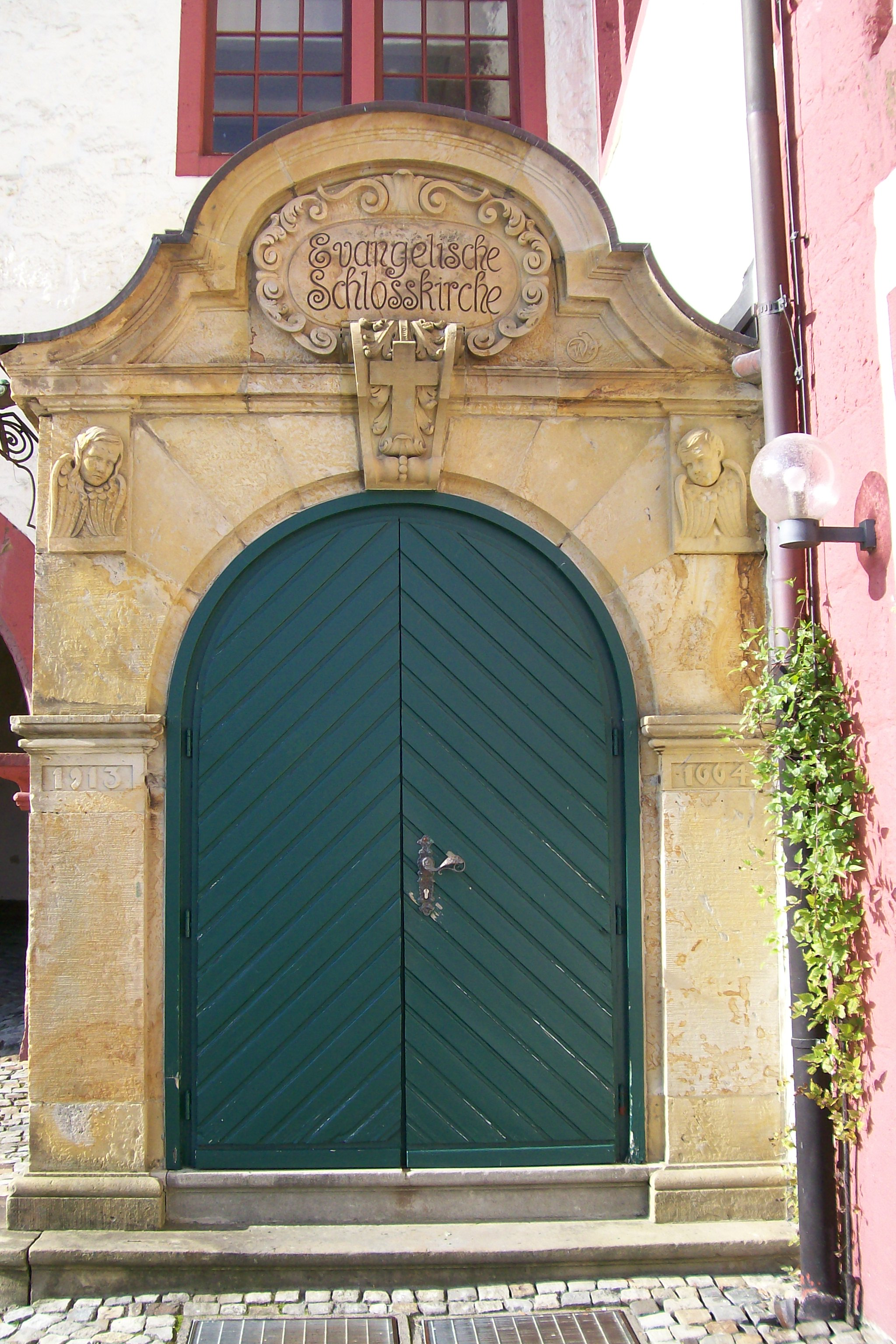
Das 1913 angebaute Treppenhaus der Schlosskirche

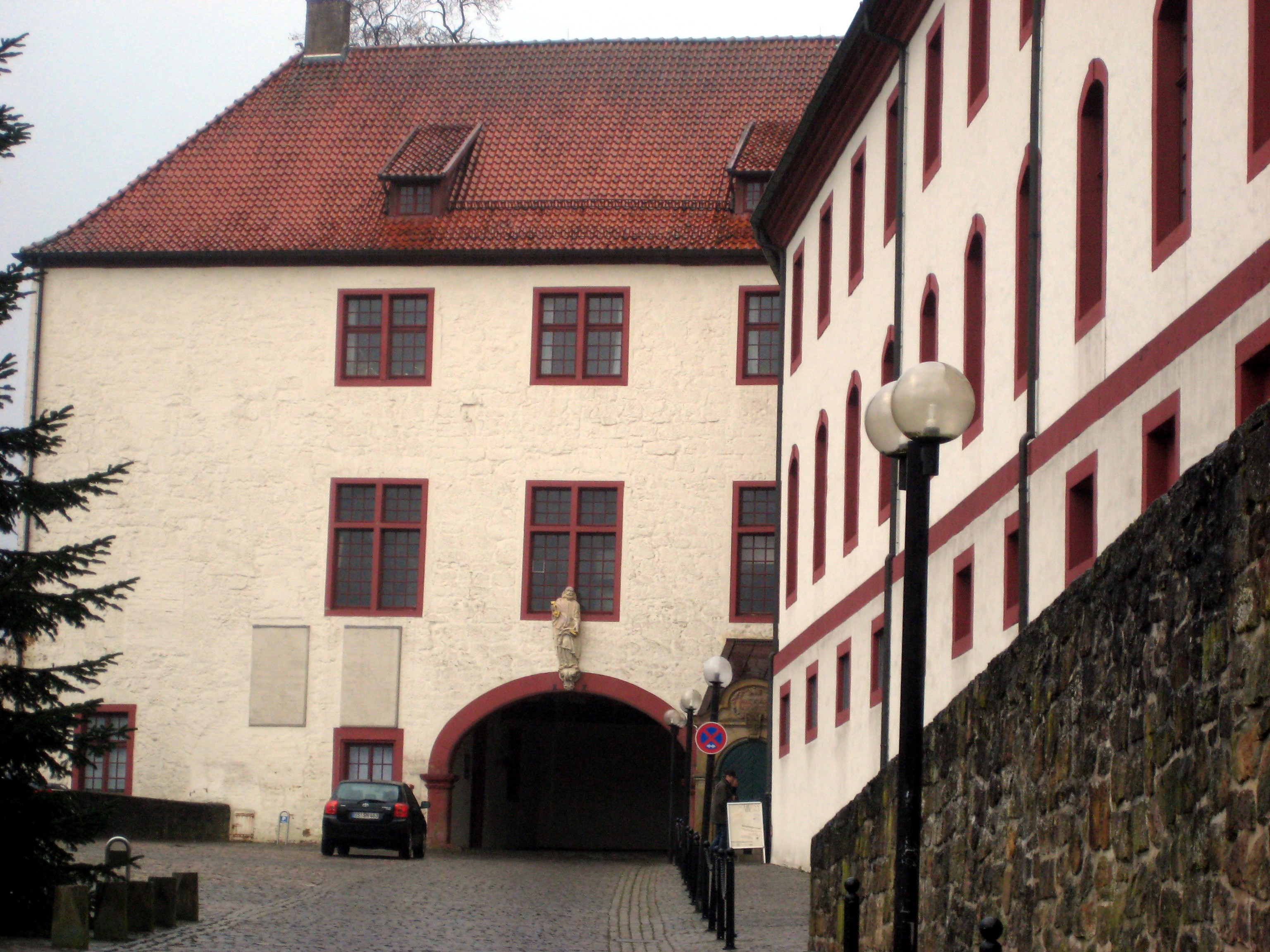
Im ersten Obergeschoss des Südflügels oberhalb des Tores befindet sich die Evangelisch-lutherische Schlosskirche

Die evangelische Gemeinde erhielt 1814 eigene Pfarrrechte. Für sie wurde ein eigener Aufgang geschaffen. 1913 wurde von der Klotzbahn ein Treppenvorbau im Stil der Neurenaissance angebaut, gestiftet durch Berta von Bardeleben. Ihr Wappen befindet sich im Bleiglasfenster des Treppenvorbaus. Am 1. Mai 2003 feierte die Kirchengemeinde das 340-jährige Bestehen der Schlosskirche mit einem Festakt.
Geistliche der evangelisch-lutherischen Schlosskirche seit 1905:
- 1905–1911 Pastor Franz Theodor Wesenack
- 1911–1949 Pastor Karl Wilhelm Thimme, Professor an der Universität Münster
- 1949–1960 Pastor Günther Herbst
- 1961–1977 Pastor Christian Walter Schulze
- 1977–1990 Pastor Günther Robert Aden
- 1990–1994 Pastor Uwe Höppner
- 1994–2024 Pastorin Angelika Schmidt (Nach 19 Pastoren hatte die Gemeinde somit zum ersten Mal eine Pastorin.)

## Rittersaal

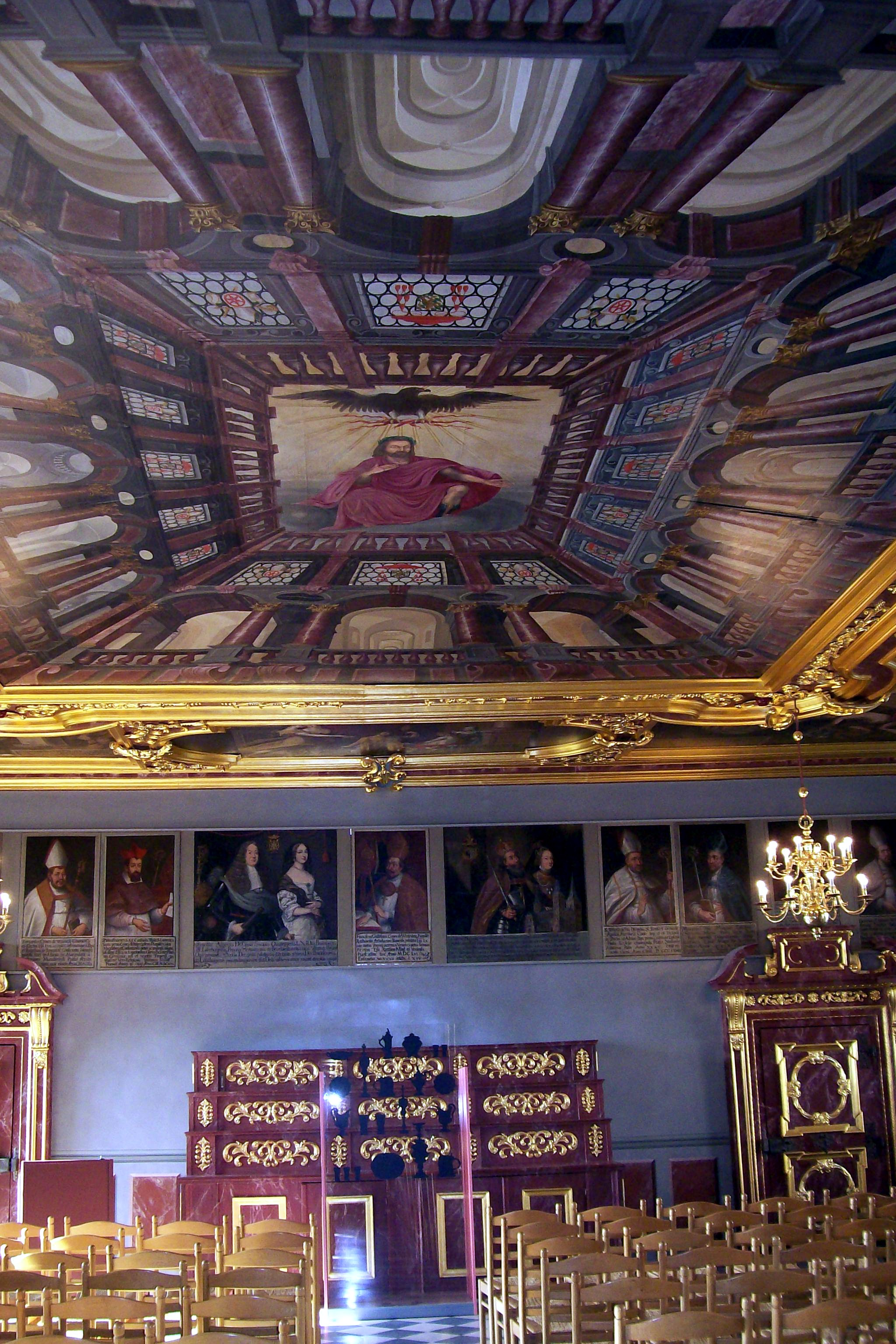
Rittersaal mit Deckengemälde in perspektivischer Scheinarchitektur von Andrea Alovisii

Der Rittersaal des Schlosses von zwölf mal 15 Meter Größe wurde im ersten Jahrzehnt des 17. Jahrhunderts von Fürstbischof Philipp Sigismund von Braunschweig-Wolfenbüttel als Jagd- und Speisesaal geschaffen, während des Dreißigjährigen Kriegs 1633 bis 1650 unter schwedischer Besatzung jedoch schwer beschädigt.
Die heutige barocke Ausstattung aus der Zeit von 1650 bis 1661 gab Franz Wilhelm von Wartenberg bei dem Architekten Johann Crafft († 1667) in Auftrag. Die Deckenmalerei aus den Jahren 1656 bis 1658 von Andrea Alovisii mit Zeus im Mittelpunkt, umrahmt von den Heldentaten des Herakles, ist ein herausragendes Beispiel perspektivischer Scheinarchitektur. Sie ist die einzige dieser Art, die nördlich der Alpen im Original erhalten ist. Älter war nur die Deckenmalerei der Münchner Residenz, die im Zweiten Weltkrieg zerstört wurde. 73 Porträts an den Wänden zeigen die Osnabrücker Bischöfe in der Iburg sowie Landesherrn.
Der Steinfußboden mit blauschwarzen und weißgrauen Fliesen, die in Rautenform verlegt wurden, symbolisieren das bayrische Wappen Franz Wilhelm von Wartenbergs. Der Boden wurde 1997 rekonstruiert, nachdem der Rittersaal viele Jahrzehnte mit einem Holzfußboden ausgestattet gewesen war.
Im Rittersaal wird die Ausstellung Zwischen Prunkgeschirr und Wäscheleine – die Rekonstruktion des Rittersaales der Iburg gezeigt. Er ist bei Schlosskonzerten und bei Führungen sowie anderen öffentlichen Veranstaltungen zugänglich.
Im Herbst 2004 befasste sich erstmals eine wissenschaftliche Tagung mit dem Rittersaal und der Residenzzeit unter Fürstbischof Franz Wilhelm von Wartenberg. Die Beiträge der Tagung samt Wiedergabe aller Bischofsbilder wurden 2007 veröffentlicht.

## Schlossmuseum
Das Schlossmuseum, das 2002 nach einer grundlegenden Neugestaltung wieder eröffnet wurde, zeigt die Ausstellung Befestigung, Bischofsresidenz, Kloster – archäologische Forschungen auf der 1200 Jahre alten Iburg. Sie beschreibt die Entstehungsgeschichte von Schloss und Klosteranlage. Die Baugeschichte wird mit einem Modell der Anlage veranschaulicht, die Burg und Kloster um das Jahr 1600 zeigt. Zu Exponaten aus Grabungen der Stadt- und Kreisarchäologie Osnabrück gehören ein Thebalring, Abtsstäbe, Teile einer Armbrust aus dem hohen Mittelalter sowie Alltagsgegenstände wie Schreibgriffel, Bodenfliesen und Behältnisse aus Keramik. Träger des Schlossmuseums ist der Schlossverein Iburg e. V.
Im Münzkabinett, einem Teil des Schlossmuseums, werden Münzen und Medaillen aus 800 Jahren Münzgeschichte des Osnabrücker Landes ausgestellt. Der Schlossverein erhielt 2005 vom Landschaftsverein Osnabrücker Land e. V. eine Münze und eine Medaille mit direktem Bezug zur Iburg als Dauerleihgabe für das Münzkabinett. Die Klippe zu 1 Reichstaler ist eine rechteckige Münze mit einseitiger Prägung des Bischofswappens, die das Osnabrücker Domkapitel 1633 unter dem katholischen Fürstbischof Franz Wilhelm von Wartenberg als Notgeld aus dem Stiftssilber prägen ließ. Silbermedaillen prägte der Schwede Karsteen Arvid, einer der bedeutendsten Medailleure seiner Zeit, aus Anlass der Hochzeit der in Schloss Iburg geborenen Sophie Charlotte. Sie wurde als 16-Jährige mit dem damaligen brandenburgischen Kurprinzen Friedrich vermählt. Die Erinnerungsmedaille von 1684 im Münzkabinett zeigt auf der einen Seite das Brustbild Sophie Charlottes, auf der anderen Seite das Brustbild Friedrichs, des späteren Königs in Preußen, mit Allongeperücke.

## Knotengarten und Schlosswiese

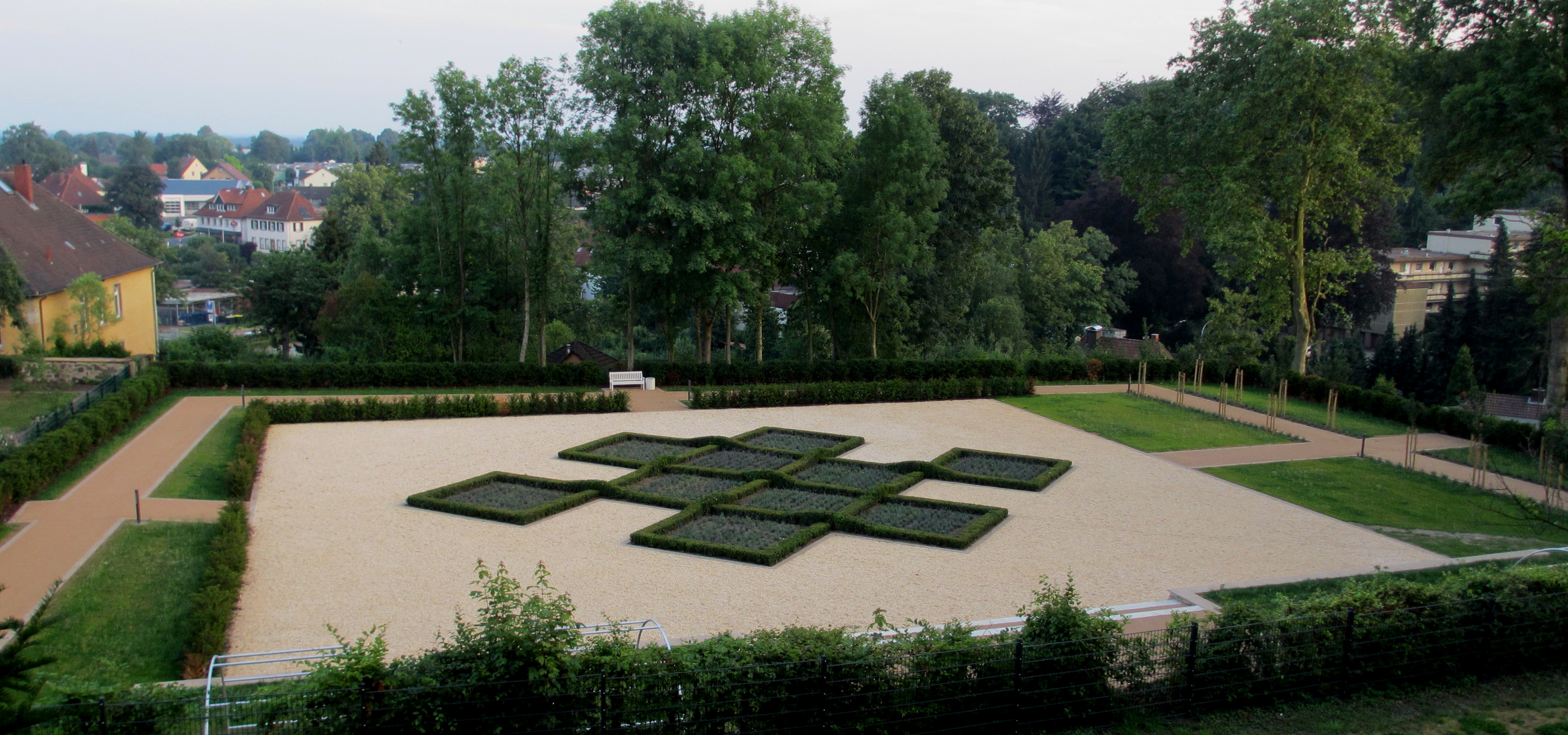
Blick auf den Knotengarten am Südhang des Schlossbergs

Auf der Südseite des Schlossbergs wurde 2013 der Knotengarten aus dem 16. Jahrhundert rekonstruiert. Für den 3500 Quadratmeter großen Garten wurden Bäume gefällt und Wege zum Schloss und zum Charlottensee neu angelegt. Der Knotengarten, gebildet aus Buchsbaumsträngen, wird von Sandsteinmauern und Bänken eingerahmt. Eine Promenade aus Rosenbögen bildet eine Querverbindung zur Schlossmühle.
Die Schlosswiese, nach Ende des Zweiten Weltkriegs von Schülern der Niedersächsischen Heimschule Iburg als Sportplatz angelegt, wurde dem Kurpark am Charlottensee zugeschlagen und neu gestaltet. Die Anlage gestaltete sich schwieriger als erwartet, weil auf der Fläche der früheren Aschenbahn Schadstoffe gefunden wurden.
Ebenfalls neu gestaltet werden soll der Nordhang des Schlossbergs.

## Nutzung von Schloss Iburg
Nach der Säkularisation waren das Hochstift Osnabrück und Schloss Iburg mit dem Kloster endgültig an das Welfenhaus gegangen. 1866 wurde Hannover preußische Provinz, womit auch Schloss Iburg preußisch wurde. Schloss Iburg ist jetzt im Besitz des Landes Niedersachsen.

### Amtsgericht Bad Iburg
Das Iburger Schloss ist Sitz des Amtsgerichts Bad Iburg.

### 1885 bis 1945
Ab 1885 war Schloss Iburg Sitz der Kreisverwaltung Iburg.
Der Kreis Iburg wurde 1932 aufgelöst. Die Sturmabteilung der NSDAP betrieb von 1934 bis 1939 im Schlosskomplex eine SA-Sportschule. Von 1942 bis Ostern 1945 befand sich darin die Deutsche Heimschule Schloß Iburg, die nationalsozialistische Erziehungsziele verfolgte. Sie war die erste Oberschule im damaligen Flecken Iburg und nahm neben den Internatsschülern als externe Schüler Jungen sowie in begrenzter Zahl Mädchen mit besonders guten Leistungen auf.

### Niedersächsische Heimschule (1948 bis 1971)
Von 1948 bis 1971 wurde das Schloss als Niedersächsische Heimschule Iburg genutzt. Die sechs Heimschulen des Landes Niedersachsen, darunter das Iburger Internat, sollten vor allem dazu dienen, Kindern aus Flüchtlings- und Vertriebenenfamilien den Besuch des Gymnasiums zu ermöglichen. So kamen in den ersten Jahren 90 Prozent der Internatsschüler aus Flüchtlingsfamilien. Die Iburger Heimschule war ein Gymnasium in Kurzform (GiK). 1971 wurde die Schule in die Trägerschaft des Landkreises Osnabrück überführt und in eine Halbtagsschule umgewandelt. Das Internat wurde geschlossen. Das Gymnasium zog im August 1972 in das neue Schulzentrum um.
Bis dahin hatten viele Iburger ihre Kinder statt als Externe in die Heimschule lieber auf Gymnasien in Osnabrück geschickt, ungeachtet der Beschwernisse für die Fahrschüler. Manchen Iburgern galt das Gymnasium in Kurzform als nicht anspruchsvoll genug. Dennoch waren in den letzten Jahren der Heimschule fast zwei Drittel der Schüler Externe.

### Polizeischule des Landes Niedersachsen (1973 bis 2004)

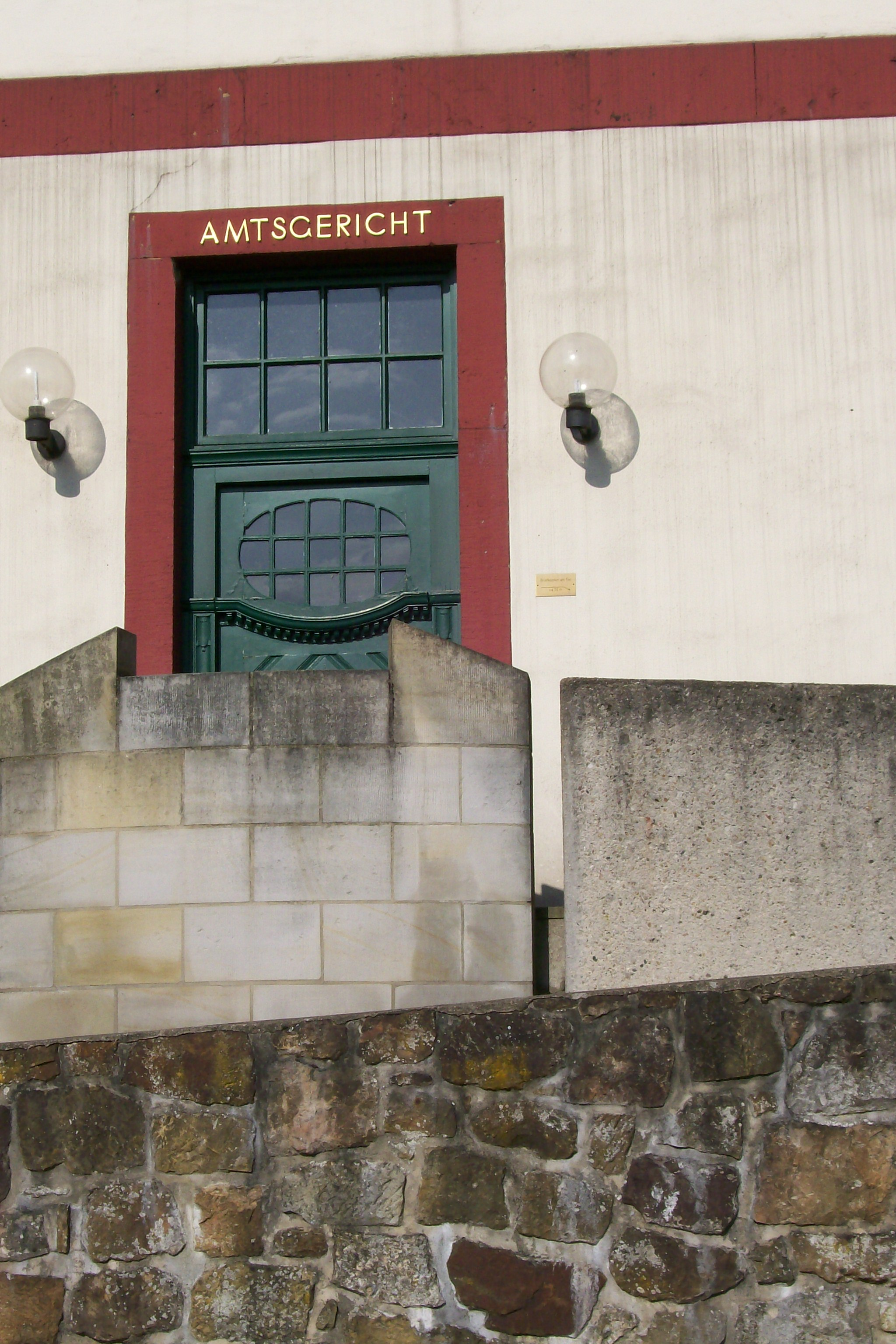
Eingang zum Amtsgericht im Schloss

Von 1973 bis 2004 bildete die niedersächsische Polizei einen Teil ihren Polizeinachwuchses im Schloss aus. Der Lehrbetrieb als Außenstandort der Landespolizeischule Niedersachsen mit Hauptsitz in Hann. Münden begann am 1. Oktober 1973 mit zwei Klassen als Grundausbildungslehrgang für Polizeianwärter.
Die Polizeischule wurde im Mai 1997 Außenstelle des Bildungsinstituts der Polizei Niedersachsen, das aus der Landespolizeischule hervorging. Als die Bildungseinrichtung im Oktober 2003 ihr 30-jähriges Bestehen am Standort Bad Iburg beging, war die Diskussion über die Zukunft des Schlosses in vollem Gange. Horst Denningmann, von 1975 bis 1988 Leiter der Bad Iburger Polizeischule, äußerte bei der Festveranstaltung im Rittersaal des Schlosses die Hoffnung, man könne auch das nächste Jubiläum noch an diesem Ort feiern. Zwar entschied sich das Land Niedersachsen gegen einen Verkauf des Schlosses, doch die Hoffnung auf einen Erhalt der Bildungseinrichtung für die Polizei erfüllte sich nicht. Am 23. April 2004 endete hier der letzte Aufstiegslehrgang. Die Liegenschaftsverwaltung ging an das Niedersächsische Kultusministerium über.

### Niedersächsische Schulinspektion
Von Mai 2005 bis Dezember 2010 war Schloss Iburg offizieller Sitz der Niedersächsischen Schulinspektion.

### Landschaftsverband Osnabrücker Land

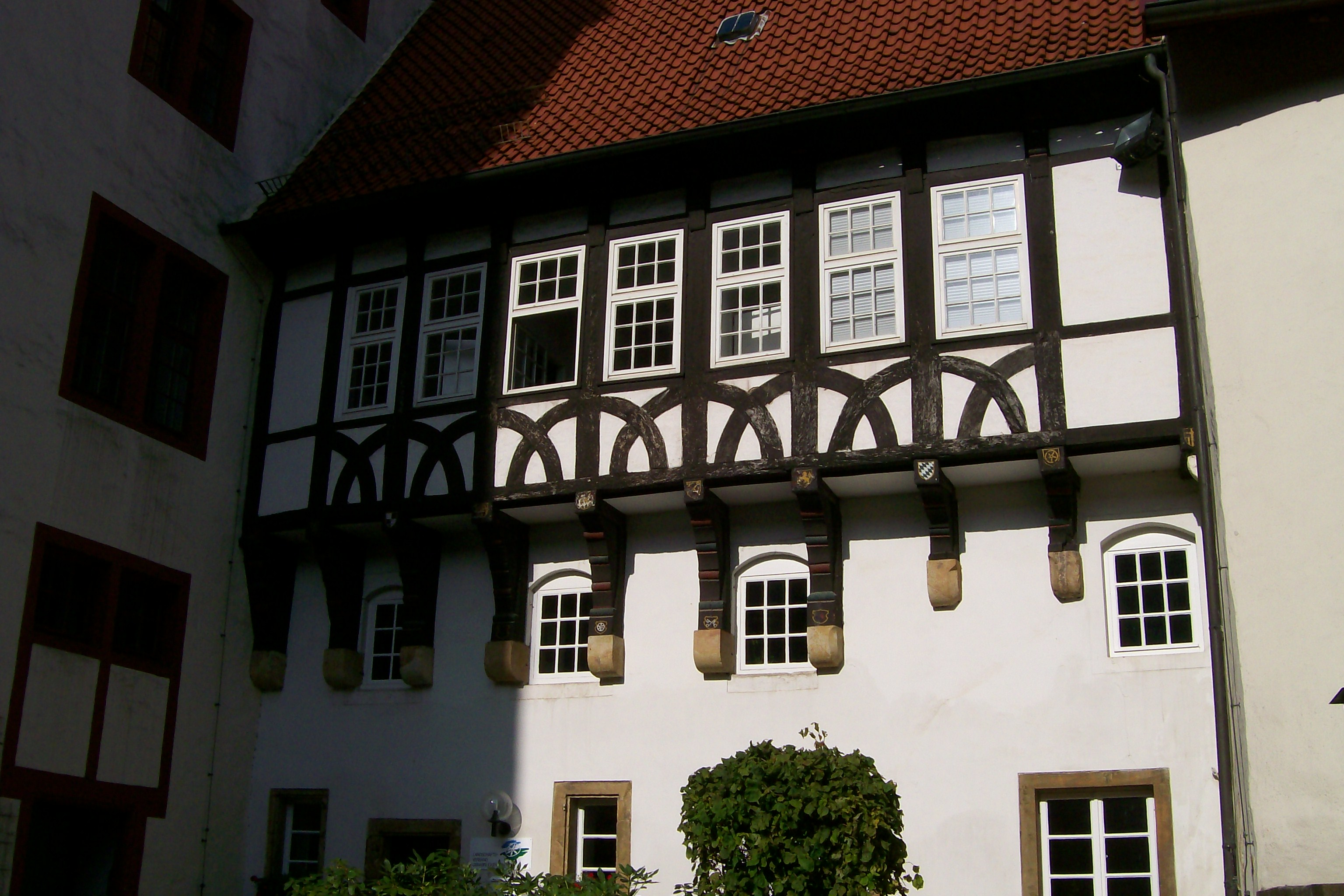
Hofapotheke

Der Kulturträger benutzte vom Mai 2006 bis zum 31. Dezember 2019 mit seiner Geschäftsstelle die ehemalige Hofapotheke auf Schloss Iburg. Um 1600 errichtet, verbindet das Gebäude als Teil der alten Doppelanlage den Schloss- und den Klosterbereich. Aus der Erbauungszeit haben sich noch ein steinerner Kamin (mit Initialen von Fürstbischof Philipp Sigismund von Braunschweig-Wolfenbüttel sowie mit der Jahreszahl „1600“) sowie wenige Reste des ursprünglichen Wandputzes erhalten. Der Landschaftsverband Osnabrücker Land ist zuständig für die regionale Kulturförderung in Stadt und Landkreis Osnabrück, etwa durch finanzielle Förderung oder durch eigene Projekte. Die wissenschaftliche Erschließung von Schloss Iburg gehört neben anderen zu den Schwerpunktthemen des Verbandes.

### Staatliches Baumanagement Region Nord-West
Seit Oktober 2011 ist Schloss Iburg der Hauptsitz des Staatlichen Baumanagement Osnabrück-Emsland. Seit der Ämterzusammenlegung mit dem Staatlichen Baumanagement Ems-Weser 2022 ist Schloss Iburg der Hauptsitz des Staatlichen Baumanagement Region Nord-West.

### Schlosskonzerte
Seit mehr als 30 Jahren werden im Rittersaal die Schlosskonzerte veranstaltet. Die Konzertreihe wurde von dem Musiklehrer Harry Jahns gegründet, um dem Rittersaal neues Leben einzuhauchen. Das erste Konzert fand am 29. November 1975 statt. Das Programm bietet im Wesentlichen Klassik, Romantik und Musik des frühen 20. Jahrhunderts. Der Deutsche Musikrat vermittelt dem Verein Iburger Schlosskonzerte e. V. begabte Nachwuchskünstler. Zu den international bekannten Künstlerinnen, die am Beginn ihrer Karriere in Bad Iburg auftraten, gehört die Klarinettistin Sabine Meyer.

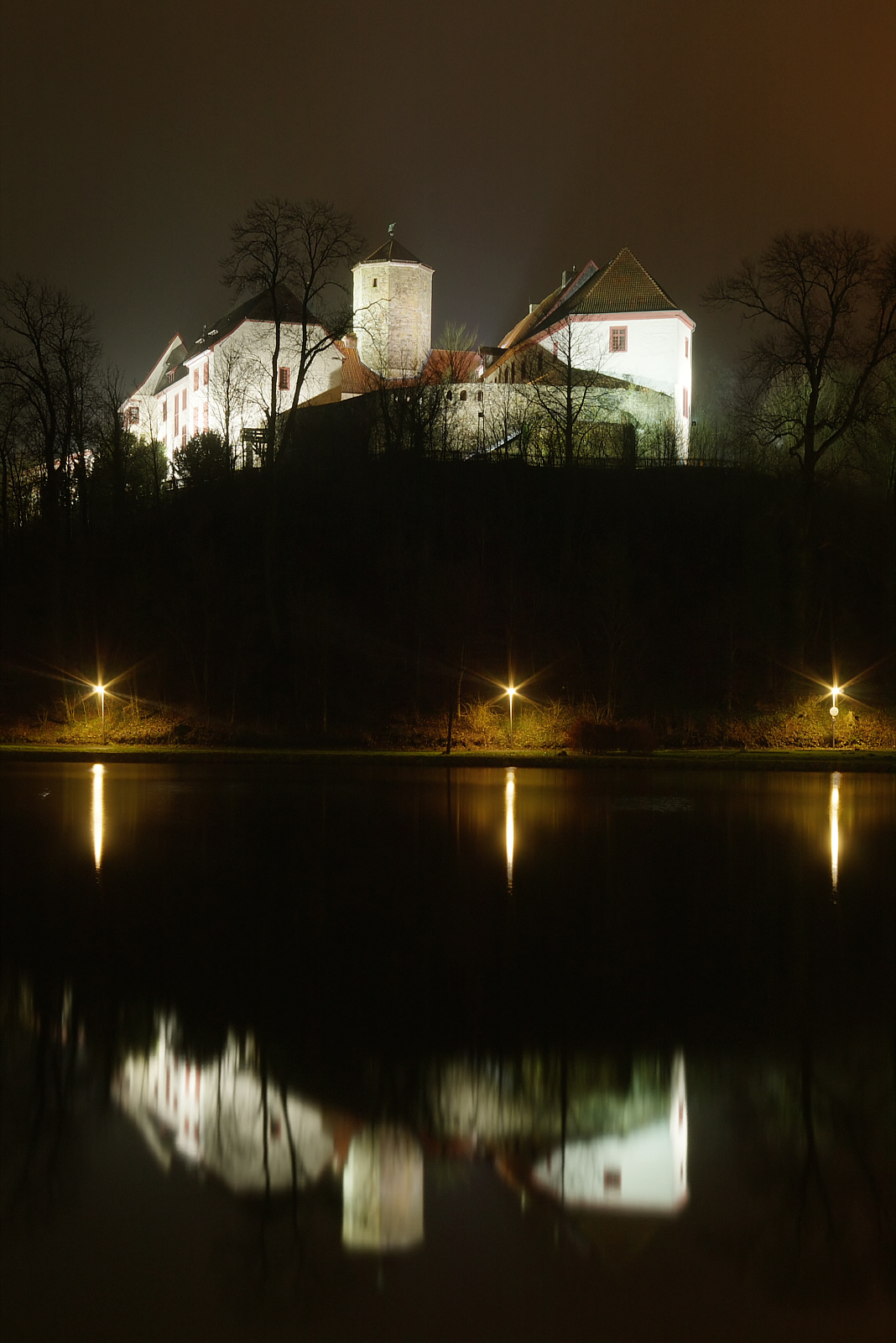
Nächtliche Beleuchtung

### Schlossbeleuchtungsverein
Der 1972 gegründete Schlossbeleuchtungsverein Bad Iburg e. V. setzt sich für die Beleuchtung des Schlosses und für die Gestaltung des Schlossumfeldes ein. Der Schlossbeleuchtungsverein brachte 2009 die Attraktivierung und die Neugestaltung des Konventgartens zum Abschluss. Diese Maßnahme wurde ausschließlich aus Spenden und Zuwendungen finanziert.

### Courage-Preis
Seit 1996 wird im Rittersaal des Schlosses einmal jährlich der Courage-Preis verliehen. Er zeichnet Personen und Einrichtungen aus, die sich um das Gemeinwohl verdient gemacht haben. Erster Preisträger war 1996 der Künstlerische Leiter der Schlosskonzerte, Harry Jahns. Prominenteste Preisträgerin war 2009 Königin Silvia von Schweden als Gründerin der World Childhood Foundation.

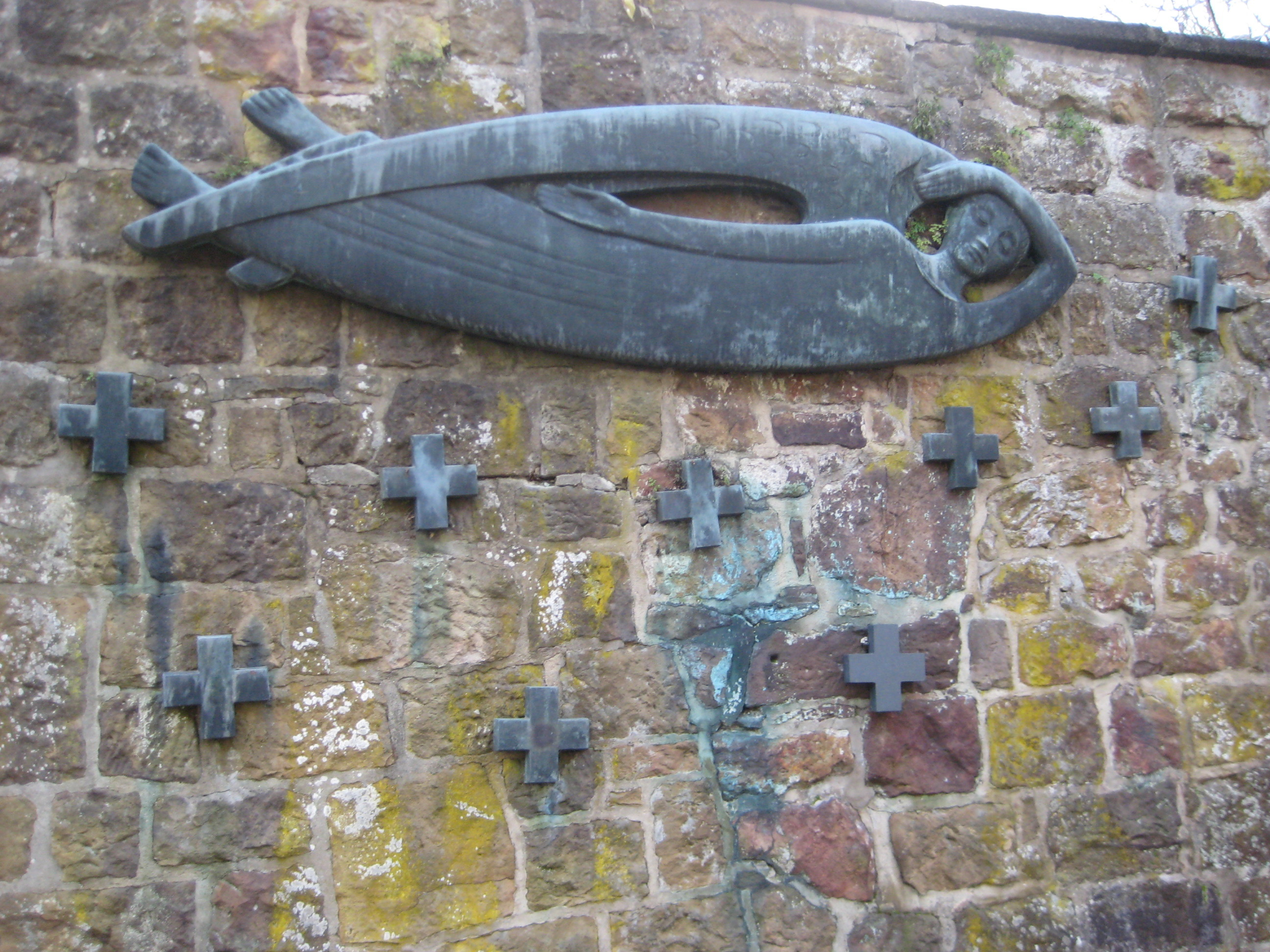
Kriegerehrenmal

### Ehrenmal
An der südlichen Schlossmauer befindet sich etwa an der Stelle der früheren Legge ein Kriegerehrenmal, geschaffen von den Osnabrücker Bildhauer Fritz Szalinski. Das Leggegebäude, ein Fachwerkhaus, wurde 1968 bei einer Übung der Freiwilligen Feuerwehr abgerissen.